# Кхеда
Кхеда (англ. Kheda, гудж. ખેડા) — город и муниципалитет в индийском штате Гуджарат. Административный центр округа Кхеда. Расположен в 30 км к югу от Ахмадабада, на высоте 21 м над уровнем моря.
Население города по данным на 2001 год составляло 24 034 человека. Основные языки — гуджарати и хинди. Уровень грамотности в 2001 году составлял 70 %.